# Messapus martini
Messapus martini är en spindelart som beskrevs av Simon 1898. Messapus martini ingår i släktet Messapus och familjen flinkspindlar. Inga underarter finns listade i Catalogue of Life.